# 산청여자고등학교
산청여자고등학교는 경상남도 산청군 산청읍 중앙로 41 (지리)에 있었던 사립 고등학교이다. 현재 위치에는 삼한사랑채아파트가 들어서 있다.

## 학교 연혁
- 1977년 9월 29일 학교법인 우석학원 설립인가
- 1978년 11월 8일 학교 설립인가
- 1979년 3월 5일 산청여자종합고등학교로 개교
- 1999년 9월 1일 산청여자고등학교로 개칭
- 2007년 3월 1일 산청고등학교로 통합

## 상징
- 교훈 : 능력 있고 창의적인 세계 시민
- 교목 : 은행나무
- 교화 : 장미